# فوندوم
فوندوم هي بلدة فرنسية صغيرة يبلغ عدد سكانها 16.688 نسمة (1.يناير 2016) في إقليم لوار وشير في منطقة سانتر . تقع على نهر لوار، الذي يحيط بالمدينة القديمة.

## المعالم

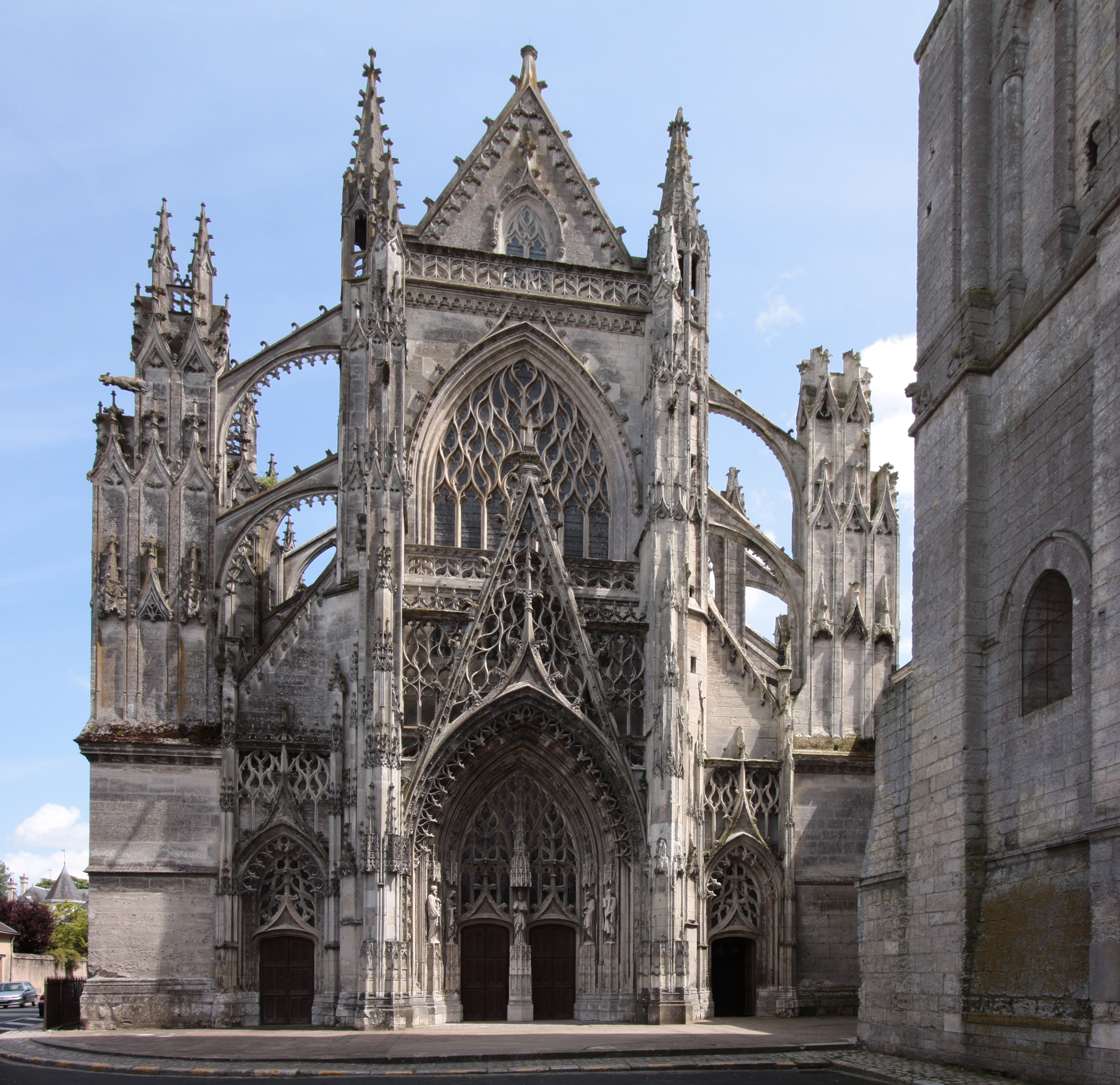
الواجهة الغربية للكنيسة

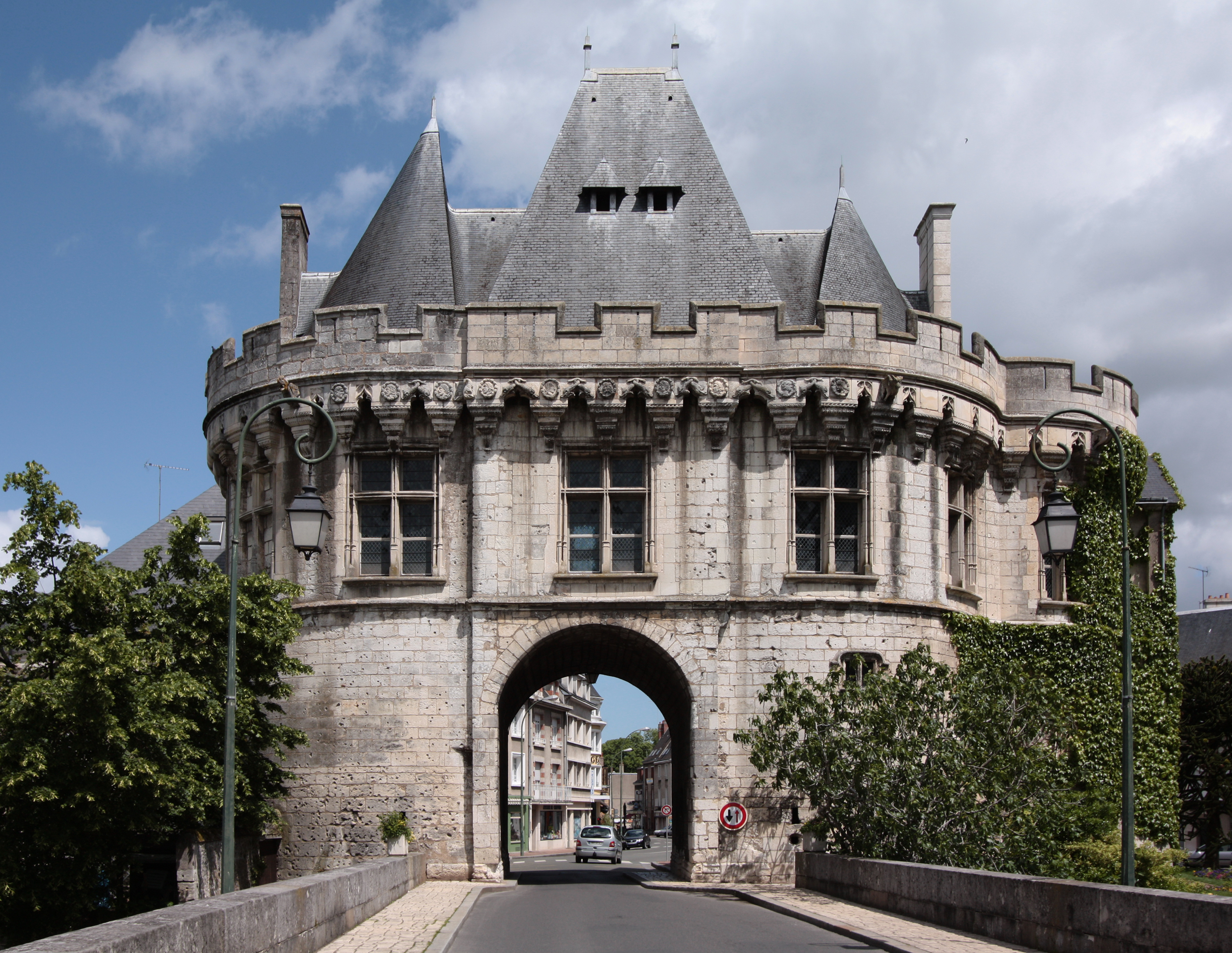
سان جورج

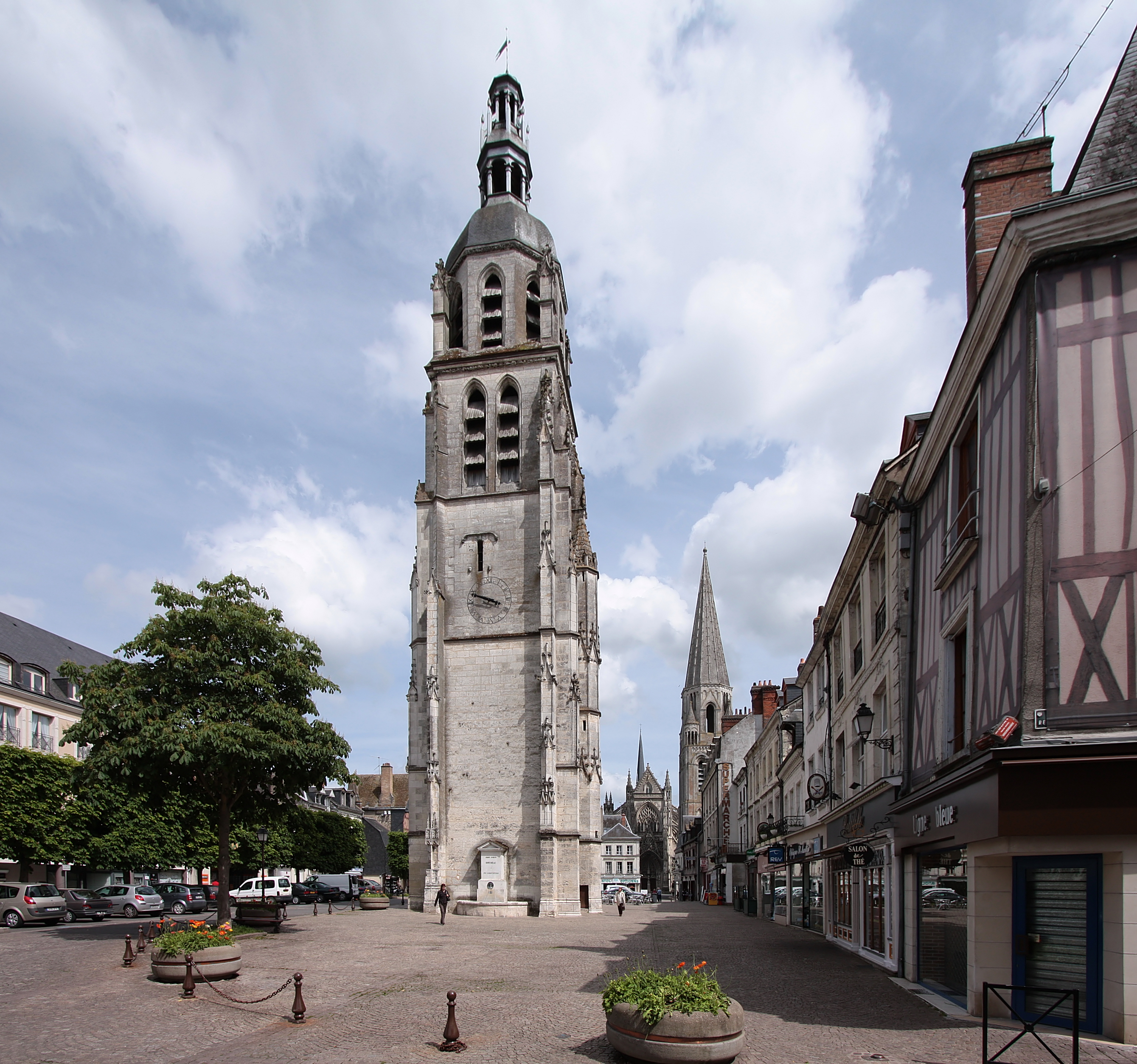
ساحة القديس مارتن مع برج الكنيسة السابقة سانت مارتن

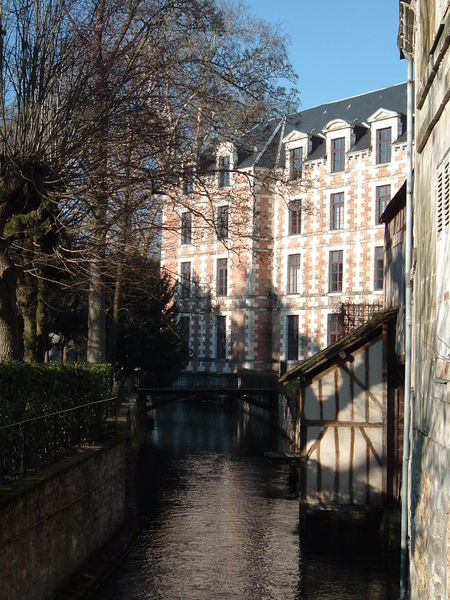
مبنى البلدية على اللوار
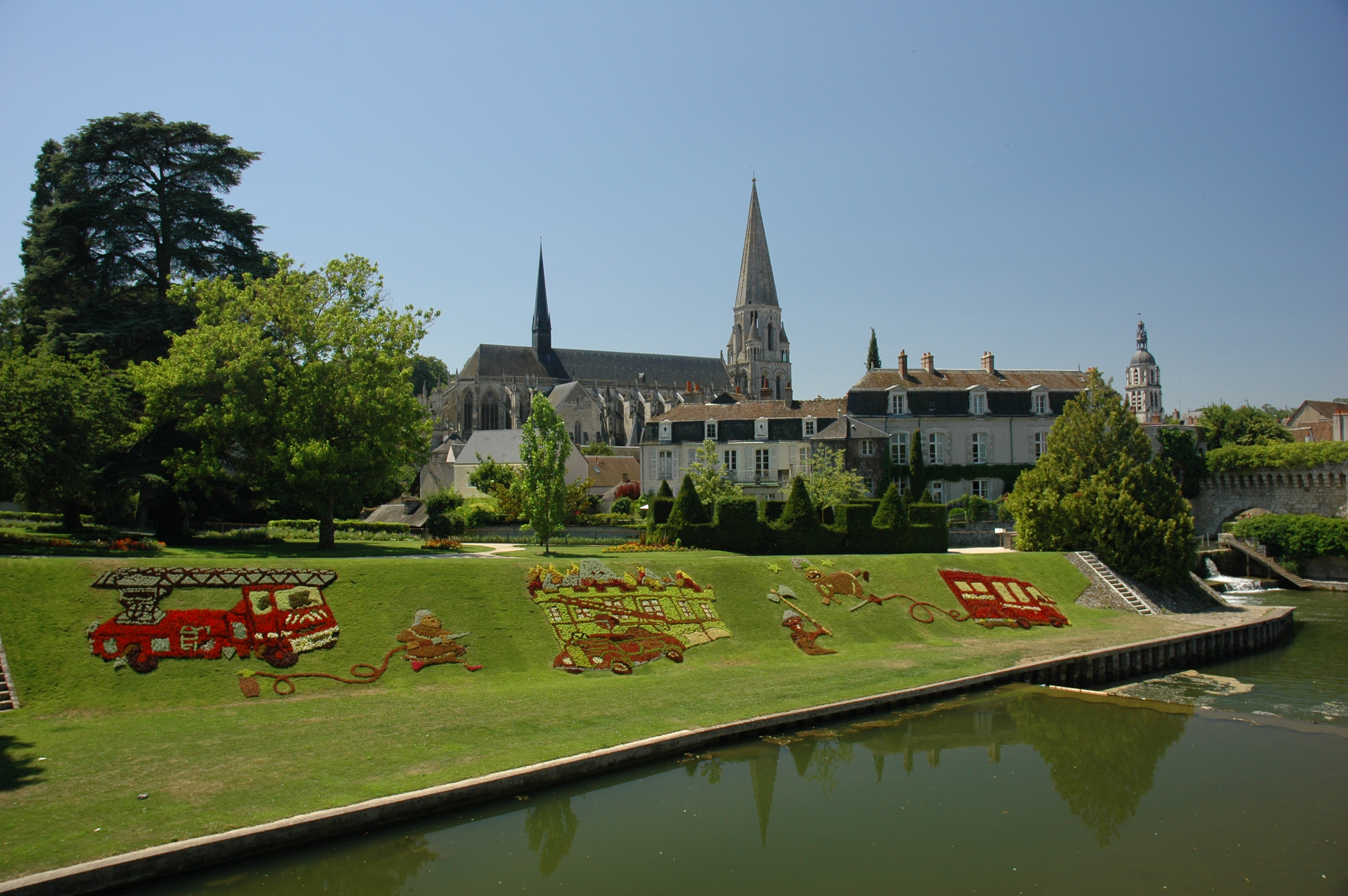
كنيسة الثالوث وكنيسة سانت مادلين
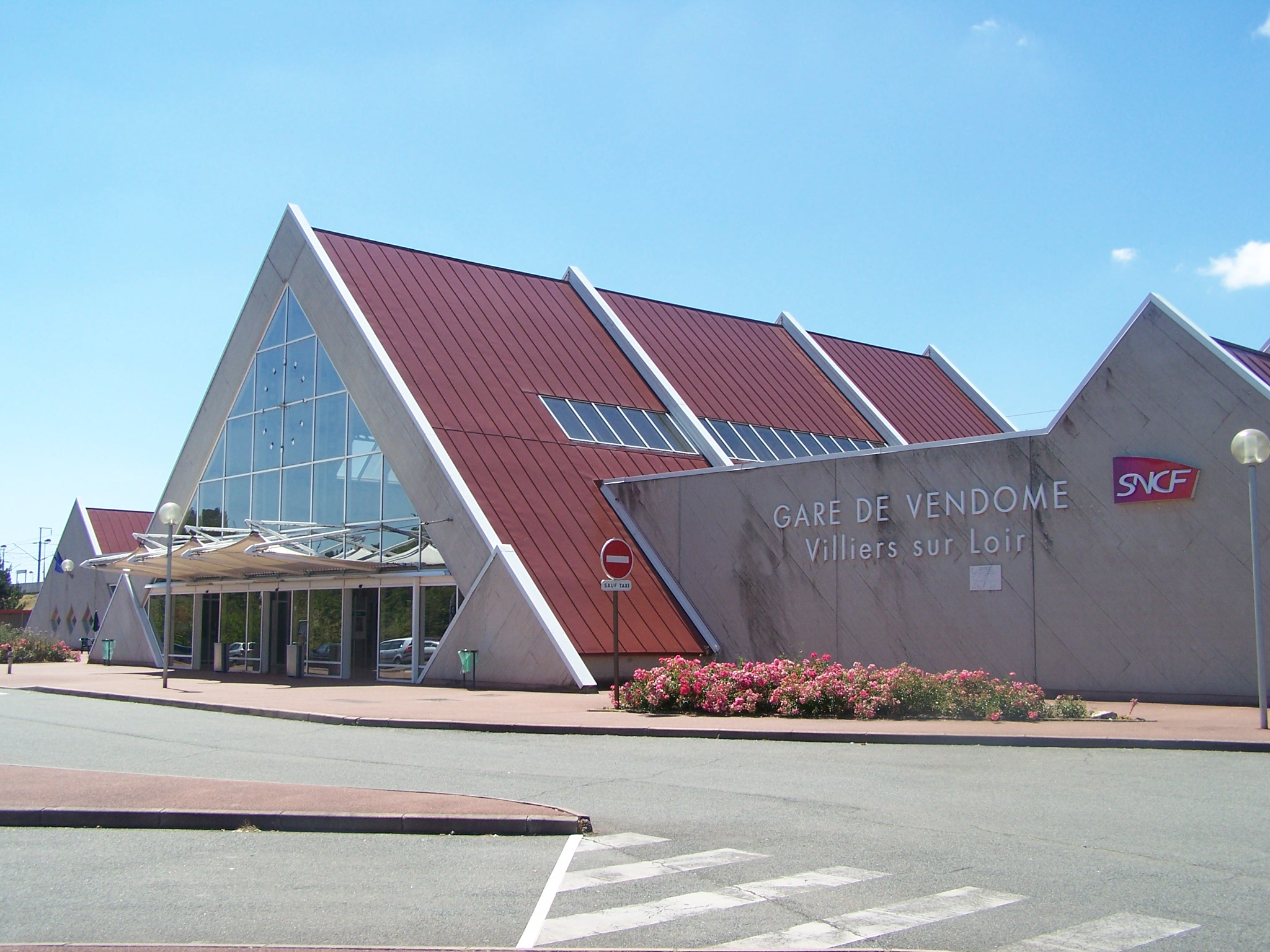
محطة القطار السريع في ضاحية فيلير سور لوار

## المدن التوأمة
ترتبط فوندوم بعلافة شراكة وتوأمة مع بلدة غيفلسبرغ الألمانية.

## أعلام
- فرانسوا، كونت فندوم
- جان الثامن، كونت فندوم
- جاك آدم
- موريس لفيل
- شارل، دوق فاندوم
- جان الأول، كونت لامارش
- أوليفييه شوفالييه
- مارسيل شوفالييه